# Jeffrey James Varab
Jeffrey James Varab er en amerikansk filminstruktør og animator, som fik stor indflydelse på dansk tegnefilm, da han og Jakob Stegelmann i starten af 1980'erne startede en animationsskole, der resulterede i tegnefilmen Valhalla og den nye generation af danske animatorer, som kort efter grundlagde animationsfirmaet A. Film A/S.
Han er uddannet hos Disney-selskabet, og har ud over Valhalla (som han co-instruerede med Peter Madsen) også instrueret filmen Tugger: The Jeep 4x4 Who Wanted to Fly (2005), men har i udlandet ellers mest gjort sig bemærket som chefanimator. Med spøgelseskomedien Casper (1995) var han blandt den første generation af computeranimatorer.
Varab var æresgæst på filmfestivalen Animani 96.

## Filmografi
- The Fox and the Hound (1981)
- Pelle Svanslös (1981)
- Otto er et næsehorn (1983)
- Astérix et la surprise de César (1985)
- Valhalla (1986)
- Strit og Stumme (1987)
- All Dogs Go to Heaven (1989)
- Rock-A-Doodle (1991)
- FernGully: The Last Rainforest (1992)
- We're Back! A Dinosaur's Story (1993)
- A Troll in Central Park (1994)
- Felidae (1994)
- Balto (1995)
- Casper (1995)
- Mulan (1998)
- Titan A.E. (2000)
- Hjælp! Jeg er en fisk (2000)
- Eight Crazy Nights (2002)
- Hermie: A Common Caterpillar (2003)
- Tugger: The Jeep 4x4 Who Wanted to Fly (2005)

## Ekstern henvisning
- Jeffrey James Varab på Internet Movie Database (engelsk)
- Jeffrey James Varab på Filmdatabasen
- Jeffrey James Varab på danskefilm.dk
- Jeffrey James Varab på danskfilmogtv.dk
- Jeffrey James Varab på Scope
- Jeffrey James Varab på Svensk Filmdatabas (svensk)
- Jeffrey James Varab på The Movie Database (engelsk)